# Persone di nome Frederick
| Questa pagina contiene informazioni ricavate automaticamente dalle voci biografiche con l'ausilio del template Bio e di un bot. L'aggiornamento è periodico e automatico e ricostruisce completamente la pagina. Se manca una persona in questa lista, sei pregato di non aggiungerla, ma accertati piuttosto che la sua voce biografica contenga il template Bio e che i dati anagrafici siano correttamente compilati. Se il template Bio manca, inseriscilo tu stesso o, in alternativa, metti l'avviso {{tmp\|Bio}} che ne segnala la mancanza. Se i dati riportati sono sbagliati, correggi direttamente la voce biografica; le modifiche saranno visibili in questa lista entro pochi giorni. Per chiarimenti vedi il progetto antroponimi. La lista contiene solo le 438 persone che sono citate nell'enciclopedia e per le quali è stato implementato correttamente il template Bio. Pagina aggiornata al 6 ago 2025. |

Questa è una lista di persone presenti nell'enciclopedia che hanno il nome Frederick, suddivise per attività principale.

## Allenatori di calcio(4)
- Fred Callaghan, allenatore di calcio e calciatore inglese (Fulham, n. 1944 - † 2022)
- Fred Ford, allenatore di calcio e calciatore inglese (Dartford, n. 1916 - Bristol, † 1981)
- Fred Spiksley, allenatore di calcio e calciatore inglese (Gainsborough, n. 1870 - Goodwood Racecourse, † 1948)
- Fred Warburton, allenatore di calcio e calciatore inglese (Little Bolton, n. 1880 - Morecambe, † 1948)

## Allenatori di pugilato(1)
- Freddie Roach, allenatore di pugilato e ex pugile statunitense (Dedham, n. 1960)

## Alpinisti(1)
- Frederick William Jacomb, alpinista inglese (n. 1829 - † 1891)

## Ammiragli(7)
- Frederick William Beechey, ammiraglio, cartografo e esploratore inglese (Londra, n. 1796 - Londra, † 1856)
- Frederick Dalrymple-Hamilton, ammiraglio britannico (Bargany, n. 1890 - Bargany, † 1974)
- Donald Gosling, ammiraglio britannico (n. 1929 - † 2019)
- Frederick Hamilton, ammiraglio scozzese (Londra, n. 1856 - Rosyth, † 1917)
- Frederick Thomas Pelham, ammiraglio britannico (n. 1808 - Hove, † 1861)
- Frederick Beauchamp Seymour, ammiraglio britannico (Londra, n. 1821 - Londra, † 1895)
- Doveton Sturdee, ammiraglio britannico (Lewisham, n. 1859 - Camberley, † 1925)

## Animatori(1)
- Fred Reyes, animatore e sceneggiatore statunitense

## Antropologi(1)
- Frederick J. Simoons, antropologo statunitense (Filadelfia, n. 1922 - † 2022)

## Arbitri di calcio(1)
- Fred Kirkham, arbitro di calcio e allenatore di calcio inglese (Preston, n. 1865 - Lytham St Annes, † 1936)

## Architetti(1)
- Frederick Gibberd, architetto e urbanista britannico (Coventry, n. 1908 - † 1984)

## Architetti del paesaggio(1)
- Frederick Law Olmsted, architetto del paesaggio e urbanista statunitense (Hartford, n. 1822 - Belmont, † 1903)

## Arcivescovi anglicani(3)
- Donald Coggan, arcivescovo anglicano britannico (Londra, n. 1909 - Winchester, † 2000)
- Frederick Cornwallis, arcivescovo anglicano e teologo inglese (Londra, n. 1713 - Lambeth, † 1783)
- Frederick Temple, arcivescovo anglicano e educatore britannico (Santa Maura, n. 1821 - Londra, † 1902)

## Armatori(1)
- Frederick Richards Leyland, armatore e collezionista d'arte britannico (Liverpool, n. 1831 - Londra, † 1892)

## Artisti(1)
- Frederick Whymper, artista e esploratore inglese (Londra, n. 1838 - Londra, † 1901)

## Assassini seriali(1)
- Frederick West, serial killer britannico (Herefordshire, n. 1941 - Birmingham, † 1995)

## Assiriologi(1)
- Frederick Mario Fales, assiriologo e orientalista italiano (Baltimora, n. 1946 - Roma, † 2024)

## Astisti(1)
- Fred Hansen, ex astista statunitense (Cuero, n. 1940)

## Astronauti(3)
- Frederick Gregory, ex astronauta statunitense (Washington, n. 1941)
- Frederick Hauck, ex astronauta statunitense (Long Beach, n. 1941)
- Frederick Sturckow, astronauta statunitense (La Mesa, n. 1961)

## Astronomi(2)
- William Herschel, astronomo, fisico e compositore tedesco (Hannover, n. 1738 - Slough, † 1822)
- Frederick Hanley Seares, astronomo statunitense (Michigan, n. 1873 - † 1964)

## Attivisti(1)
- Frederick Vanderbilt Field, attivista e scrittore statunitense (n. 1905 - Minneapolis, † 2000)

## Attori(25)
- Randy Brooks, attore statunitense (New York, n. 1950)
- Frederick Burton, attore statunitense (Gosport, n. 1871 - Woodland Hills, † 1957)
- Fred Clark, attore statunitense (Lincoln, n. 1914 - Santa Monica, † 1968)
- Frederick Coffin, attore statunitense (Detroit, n. 1943 - Los Angeles, † 2003)
- Freddie Fox, attore britannico (Londra, n. 1989)
- Fred Gwynne, attore statunitense (New York, n. 1926 - Taneytown, † 1993)
- Freddie Jones, attore britannico (Dresden, n. 1927 - Bicester, † 2019)
- Frederick Kerr, attore britannico (Londra, n. 1858 - Londra, † 1933)
- Larry Kert, attore, cantante e ballerino statunitense (Los Angeles, n. 1930 - New York, † 1991)
- Frederick Koehler, attore statunitense (New York City, n. 1975)
- Frederick Lau, attore tedesco (Berlino, n. 1989)
- Adetokumboh M'Cormack, attore e doppiatore statunitense (Freetown, n. 1982)
- Fred MacMurray, attore statunitense (Kankakee, n. 1908 - Santa Monica, † 1991)
- Rick Moranis, attore, comico e musicista canadese (Toronto, n. 1953)
- Fred Newman, attore e doppiatore statunitense (LaGrange, n. 1952)
- Rik Van Nutter, attore e imprenditore statunitense (Los Angeles, n. 1929 - West Palm Beach, † 2005)
- Fred Ott, attore statunitense (New Jersey, n. 1860 - West Orange, † 1936)
- Nosher Powell, attore, stuntman e pugile britannico (Camberwell, n. 1928 - Londra, † 2013)
- Tyrone Power, attore britannico (Londra, n. 1869 - Los Angeles, † 1931)
- Frederick Schmidt, attore britannico (Londra, n. 1984)
- Frederick Stafford, attore austriaco (Cecoslovacchia, n. 1928 - Lugano, † 1979)
- Frederick Sullivan, attore e regista inglese (Londra, n. 1872 - Los Angeles, † 1937)
- Fred Weller, attore statunitense (New Orleans, n. 1966)
- Fred Willard, attore e umorista statunitense (Shaker Heights, n. 1933 - Los Angeles, † 2020)
- Frederick Worlock, attore inglese (Londra, n. 1886 - Woodland Hills, † 1973)

## Attori pornografici(1)
- Mandingo, attore pornografico e regista statunitense (Mississippi, n. 1975)

## Attori teatrali(1)
- Frederick Warde, attore teatrale e attore cinematografico britannico (Wardington, n. 1851 - Brooklyn, † 1935)

## Aviatori(1)
- Frederick C. Bock, aviatore statunitense (Greenville, n. 1918 - Scottsdale, † 2000)

## Avventurieri(1)
- Frederick Albert Mitchell-Hedges, avventuriero e scrittore inglese (Londra, n. 1882 - Newton Abbot, † 1959)

## Avvocati(1)
- Frederick Aiken, avvocato, giornalista e militare statunitense (Lowell, n. 1832 - Washington, † 1878)

## Baritoni(1)
- Frederick Ranalow, baritono irlandese (Dún Laoghaire, n. 1873 - Londra, † 1953)

## Batteriologi(1)
- Frederick Twort, batteriologo inglese (Camberley, n. 1877 - † 1950)

## Batteristi(2)
- Fred Maher, batterista e produttore discografico statunitense
- Colin Petersen, batterista australiano (Kingaroy, n. 1946 - Sydney, † 2024)

## Biblisti(3)
- Frederick Fyvie Bruce, biblista britannico (Elgin, n. 1910 - Buxton, † 1990)
- Frederick Dale Bruner, biblista e teologo statunitense (n. 1932)
- Frederick Henry Ambrose Scrivener, biblista britannico (Bermondsey, n. 1813 - Hendon, † 1891)

## Biologi(2)
- Frederick Griffith, biologo inglese (n. 1879 - Londra, † 1941)
- Frederick William True, biologo statunitense (n. 1858 - † 1914)

## Bobbisti(2)
- Fred Fortune, bobbista statunitense (Lake Placid, n. 1921 - Burlington, † 1994)
- Frederick McEvoy, bobbista e attore britannico (St. Kilda, n. 1907 - Marocco, † 1951)

## Botanici(3)
- Frederick Orpen Bower, botanico britannico (Ripon, n. 1855 - Ripon, † 1948)
- Frederick Scheer, botanico tedesco (n. 1792 - Northfleet, † 1868)
- Frederick Traugott Pursh, botanico statunitense (Großenhain, n. 1774 - Montreal, † 1820)

## Calciatori(29)
- Fred Allen, calciatore inglese (Birmingham, n. 1860 - Birmingham)
- Frederick Chapman, calciatore inglese (Nottingham, n. 1883 - Linby, † 1951)
- Fred Ewer, calciatore inglese (Londra, n. 1898 - † 1971)
- Charlie George, ex calciatore inglese (Islington, n. 1950)
- Roy Goodall, calciatore inglese (Dronfield, n. 1902 - † 1982)
- Frederick Green, calciatore inglese (Wrexham, n. 1851 - † 1928)
- Frederick Gómez, calciatore olandese (Oranjestad, n. 1984)
- Freddy Hall, calciatore bermudiano (Saint George, n. 1985 - Saint George, † 2022)
- Fred Hargreaves, calciatore inglese (Blackburn, n. 1858 - † 1897)
- Fred Kean, calciatore inglese (Sheffield, n. 1898 - Sheffield, † 1973)
- Fred Kemp, ex calciatore inglese (Salerno, n. 1946)
- Frederick Kennedy, calciatore inglese (Black Lane, n. 1902 - † 1963)
- Peter Kippax, calciatore inglese (Burnley, n. 1922 - Blackpool, † 1987)
- Ian Lawson, calciatore inglese (Ouston, n. 1939 - Contea di Durham, † 2024)
- Frederick Lewis, ex calciatore bermudiano (Hamilton)
- Frederick Maddison, calciatore inglese (Londra, n. 1849 - Berlino, † 1907)
- Fred Morris, calciatore inglese (Tipton, n. 1893 - Tipton, † 1962)
- Frederick Nicholas, calciatore inglese (Kuala Lumpur, n. 1893 - Kensington, † 1962)
- Fred O'Connor, calciatore statunitense (Lynn, n. 1902 - † 1952)
- Frederick Pentland, calciatore e allenatore di calcio inglese (Wolverhampton, n. 1883 - Lytchett Matravers, † 1962)
- Fred Pickering, calciatore inglese (Blackburn, n. 1941 - Lancashire, † 2019)
- Frederick Riley, calciatore inglese (Manchester, n. 1912 - † 1942)
- Fred Roberts, calciatore nordirlandese (Belfast, n. 1905 - Belfast, † 1988)
- Freddie Smith, calciatore inglese (West Sleekburn, n. 1942 - Burnley, † 2020)
- Fred Spackman, calciatore britannico (Sandgate, n. 1878 - Bromley, † 1942)
- Frederick Steep, calciatore canadese (St. Catharines, n. 1874 - Guelph, † 1956)
- Frederick Vah, ex calciatore liberiano (n. 1981)
- Freddie Woodman, calciatore inglese (Londra, n. 1997)
- Fred Worrall, calciatore inglese (Warrington, n. 1910 - † 1979)

## Canottieri(7)
- Frederick Cresser, canottiere statunitense (n. 1872 - Filadelfia, † 1919)
- Frederick Davidson, canottiere britannico (n. 1998)
- Frank Jerwood, canottiere britannico (Keighley, n. 1885 - Leicester, † 1971)
- Frederick Septimus Kelly, canottiere britannico (Sydney, n. 1881 - Beaucourt-sur-l'Ancre, † 1916)
- Fred Sheffield, canottiere statunitense (New York, n. 1902 - Wilton, † 1971)
- Frederick Suerig, canottiere statunitense (Missouri, n. 1878 - St. Louis, † 1929)
- Frederick Toms, canottiere canadese (Barrie, n. 1885 - Newmarket, † 1965)

## Cantanti(4)
- Frederick Firth, cantante e educatore inglese (Morecambe, n. 1913 - † 2000)
- Freddie Jackson, cantante statunitense (Manhattan, n. 1956)
- Fred Penner, cantante e conduttore televisivo canadese (Winnipeg, n. 1946)
- Fred Schneider, cantante e polistrumentista statunitense (Newark, n. 1951)

## Cantautori(2)
- Dierks Bentley, cantautore e musicista statunitense (Phoenix, n. 1975)
- Toots Hibbert, cantautore e chitarrista giamaicano (May Pen, n. 1942 - Kingston, † 2020)

## Cartografi(1)
- Frederick de Wit, cartografo e artista olandese (Gouda, n. 1629 - Amsterdam, † 1706)

## Cestisti(22)
- Fred Carter, ex cestista e allenatore di pallacanestro statunitense (Filadelfia, n. 1945)
- Fred Christ, ex cestista statunitense (Queens, n. 1930)
- Fred Cofield, ex cestista statunitense (Ypsilanti, n. 1962)
- Freddie Crawford, ex cestista statunitense (New York, n. 1941)
- Freddie Crum, cestista statunitense (Pittsburgh, n. 1912 - Pittsburgh, † 1987)
- Freddie Gillespie, cestista statunitense (Saint Paul, n. 1997)
- Fred Grafft, cestista statunitense (Rembrandt, n. 1912 - Sparta, † 1993)
- Fred House, ex cestista statunitense (Valdosta, n. 1978)
- Fred Jones, ex cestista statunitense (Malvern, n. 1979)
- Freddie Lewis, ex cestista e allenatore di pallacanestro statunitense (Huntington, n. 1943)
- Freddie Lewis, cestista e allenatore di pallacanestro statunitense (Brooklyn, n. 1921 - El Dorado, † 1994)
- Fritz Nagy, cestista statunitense (Akron, n. 1924 - Akron, † 1989)
- Zamal Nixon, cestista statunitense (Brooklyn, n. 1989)
- Fred Paine, cestista statunitense (Stockdale, n. 1925 - Jupiter, † 2004)
- Fred Rehm, cestista statunitense (n. 1921 - Brookfield, † 2012)
- Fred Roberts, ex cestista statunitense (Provo, n. 1960)
- Rick Robey, ex cestista statunitense (Coral Gables, n. 1956)
- Fred Schaus, cestista, allenatore di pallacanestro e dirigente sportivo statunitense (Newark, n. 1925 - Morgantown, † 2010)
- Fred Sheffield, cestista statunitense (Kaysville, n. 1923 - Tustin, † 2009)
- Fred Taylor, ex cestista statunitense (Houston, n. 1948)
- Fred Taylor, cestista, giocatore di baseball e allenatore di pallacanestro statunitense (Zanesville, n. 1924 - Hilliard, † 2002)
- Fred Vinson, ex cestista e allenatore di pallacanestro statunitense (Murfreesboro, n. 1971)

## Chimici(6)
- Frederick Augustus Abel, chimico britannico (Londra, n. 1827 - Londra, † 1902)
- Frederick George Donnan, chimico irlandese (Colombo, n. 1870 - Canterbury, † 1956)
- Frederick George Mann, chimico britannico (West Norwood, n. 1897 - Cambridge, † 1982)
- Frederick Sanger, chimico britannico (Gloucestershire, n. 1918 - Cambridge, † 2013)
- Frederick Soddy, chimico e fisico britannico (Eastbourne, n. 1877 - Brighton, † 1956)
- Frederick Pearson Treadwell, chimico statunitense (Portsmouth, n. 1857 - Zurigo, † 1918)

## Chitarristi(2)
- Fred Mascherino, chitarrista statunitense (Filadelfia, n. 1975)
- Rick Rozz, chitarrista statunitense (Brooklyn, n. 1967)

## Ciclisti su strada(1)
- Freddie Grubb, ciclista su strada britannico (Kingston upon Thames, n. 1887 - Surrey, † 1949)

## Collezionisti d'arte(1)
- Frederick Stibbert, collezionista d'arte e imprenditore inglese (Firenze, n. 1838 - Firenze, † 1906)

## Comici(1)
- Freddie Prinze, comico e attore statunitense (New York, n. 1954 - Los Angeles, † 1977)

## Compositori(5)
- Frederick Delius, compositore inglese (Bradford, n. 1862 - Grez-sur-Loing, † 1934)
- Frederick A. Fox, compositore e docente statunitense (Detroit, n. 1931 - Bloomington, † 2011)
- Frederick Loewe, compositore austriaco (Berlino, n. 1901 - Palm Springs, † 1988)
- Freddie Perren, compositore, paroliere e produttore discografico statunitense (Englewood, n. 1943 - Chatsworth, † 2004)
- Fred Steiner, compositore, direttore d'orchestra e arrangiatore statunitense (New York, n. 1923 - † 2011)

## Compositori di scacchi(1)
- Frederick Gamage, compositore di scacchi statunitense (Westborough, n. 1882 - Brockton, † 1956)

## Coreografi(1)
- Frederick Ashton, coreografo, ballerino e direttore artistico britannico (Guayaquil, n. 1904 - Eye, † 1988)

## Crickettisti(2)
- Frederick Christian, crickettista britannico (Putney, n. 1867 - Wellington, † 1934)
- Frederick Cuming, crickettista britannico (Tiverton, n. 1875 - Londra, † 1942)

## Critici letterari(1)
- Frederick Gard Fleay, critico letterario inglese (n. 1831 - † 1909)

## Diplomatici(2)
- Frederick Currie, I baronetto, diplomatico britannico (Bloomsbury, n. 1799 - St Leonards-on-Sea, † 1875)
- Frederick John Jackson, diplomatico, esploratore e ornitologo britannico (Catterick, n. 1860 - Batavia, † 1929)

## Direttori d'orchestra(1)
- Frederick Stock, direttore d'orchestra e compositore tedesco (Jülich, n. 1872 - Chicago, † 1942)

## Direttori della fotografia(2)
- Frederick Elmes, direttore della fotografia statunitense (Mountain Lakes, n. 1946)
- Fred J. Koenekamp, direttore della fotografia statunitense (Los Angeles, n. 1922 - Bonita Springs, † 2017)

## Dirigenti sportivi(1)
- Frederick Rinder, dirigente sportivo inglese (Liverpool, n. 1858 - Birmingham, † 1938)

## Drammaturghi(2)
- Frederick Hugh Herbert, commediografo, sceneggiatore e scrittore austriaco (Vienna, n. 1897 - Beverly Hills, † 1958)
- Frederick Knott, drammaturgo e sceneggiatore britannico (Hankou, n. 1916 - New York, † 2002)

## Economisti(3)
- Frederick Blayney, economista britannico
- Frederick Nymeyer, economista statunitense (South Holland, n. 1897 - † 1971)
- Frederick Zeuthen, economista e matematico danese (Copenaghen, n. 1888 - Copenaghen, † 1959)

## Editori(1)
- Frederick Gale Ruffner Jr., editore statunitense (Akron, n. 1926 - Detroit, † 2014)

## Egittologi(1)
- Frederick William Green, egittologo britannico (Londra, n. 1869 - Great Shelford, † 1949)

## Entomologi(2)
- Frederick DuCane Godman, entomologo e ornitologo inglese (n. 1834 - Londra, † 1919)
- Frederick Smith, entomologo britannico (n. 1805 - † 1879)

## Esploratori(6)
- Frederick Catherwood, esploratore, architetto e fotografo inglese (Hoxton, n. 1799 - Oceano Atlantico, † 1854)
- Frederick Cook, esploratore e medico statunitense (Hortonville, n. 1865 - New Rochelle, † 1940)
- Frederick Coyett, esploratore olandese (n. 1615 - † 1687)
- Frederick Hasselborough, esploratore australiano († 1810)
- Frederick de Houtman, esploratore olandese (Gouda, n. 1571 - Alkmaar, † 1627)
- Frederick George Jackson, esploratore britannico (Alcester, n. 1860 - Londra, † 1938)

## Filosofi(1)
- Frederick James Eugene Woodbridge, filosofo, insegnante e saggista statunitense (New York, n. 1867 - New York, † 1940)

## Fisici(6)
- Duncan Haldane, fisico britannico (Londra, n. 1951)
- Frederick Vinton Hunt, fisico statunitense (Barnesville, n. 1905 - Buffalo, † 1972)
- Frederick Lindemann, fisico britannico (Baden-Baden, n. 1886 - Londra, † 1957)
- Frederick Reines, fisico statunitense (Paterson, n. 1918 - Orange, † 1998)
- Frederick Rossini, fisico e chimico statunitense (n. 1899 - † 1990)
- Frederick Seitz, fisico statunitense (San Francisco, n. 1911 - New York, † 2008)

## Fisiologi(1)
- Frederick Grant Banting, fisiologo canadese (Alliston, n. 1891 - Terranova, † 1941)

## Fotografi(1)
- Frederick Scott Archer, fotografo britannico (Bishop's Stortford, n. 1813 - † 1857)

## Fumettisti(2)
- Frederick Burr Opper, fumettista statunitense (Madison, n. 1857 - New Rochelle, † 1937)
- Coulton Waugh, fumettista, illustratore e pittore statunitense (Cornovaglia, n. 1896 - † 1973)

## Funzionari(2)
- Robin Butler, funzionario inglese (Lytham St Annes, n. 1938)
- Frederick Gordon Guggisberg, funzionario britannico (Galt, n. 1869 - Bexhill-on-Sea, † 1930)

## Generali(11)
- Frederick Benteen, generale statunitense (Petersburg, n. 1834 - Atlanta, † 1898)
- Frederick Browning, generale e bobbista britannico (Kensington, n. 1896 - Menabilly, † 1965)
- Frederick Carrington, generale inglese (Cheltenham, n. 1844 - Cheltenham, † 1913)
- Frederick Haines, generale britannico (Kirdford, n. 1819 - Londra, † 1909)
- Frederick Lambart, X conte di Cavan, generale e nobile britannico (Ayot St Lawrence, n. 1865 - Londra, † 1946)
- Frederick Stanley Maude, generale britannico (Gibilterra, n. 1864 - Baghdad, † 1917)
- Frederick Edgeworth Morgan, generale britannico (Paddock Wood, n. 1894 - Northwood, † 1967)
- Frederick Roberts, I conte Roberts, generale britannico (Cawnpore, n. 1832 - Saint-Omer, † 1914)
- Frederick Stopford, generale inglese (n. 1854 - † 1929)
- Freddie Viggers, generale britannico (Londra, n. 1951)
- Frederick Weyand, generale statunitense (Arbuckle, n. 1916 - Honolulu, † 2010)

## Ginnasti(1)
- Fred Richard, ginnasta statunitense (Boston, n. 2004)

## Giocatori di badminton(1)
- Frederick Zhao, giocatore di badminton australiano (n. 2005)

## Giocatori di baseball(3)
- Freddie Freeman, giocatore di baseball statunitense (Fountain Valley, n. 1989)
- Freddie Lindstrom, giocatore di baseball statunitense (Chicago, n. 1905 - Chicago, † 1981)
- Rick Porcello, giocatore di baseball statunitense (Morristown, n. 1988)

## Giocatori di football americano(13)
- Fred Biletnikoff, ex giocatore di football americano statunitense (Erie, n. 1943)
- Fred Cox, giocatore di football americano statunitense (Monongahela, n. 1938 - Monticello, † 2019)
- Fred Dean, giocatore di football americano statunitense (Arcadia, n. 1952 - West Monroe, † 2020)
- Fred Enke, giocatore di football americano statunitense (Louisville, n. 1924 - Casa Grande, † 2014)
- Fred Evans, giocatore di football americano statunitense (Chicago, n. 1983)
- Fred Jackson, ex giocatore di football americano statunitense (Fort Worth, n. 1981)
- Fritz Pollard, giocatore di football americano e allenatore di football americano statunitense (Chicago, n. 1894 - Silver Spring, † 1986)
- Juice Scruggs, giocatore di football americano statunitense (Ashtabula, n. 2000)
- Duke Slater, giocatore di football americano statunitense (Normal, n. 1898 - Chicago, † 1966)
- Fred Taylor, ex giocatore di football americano statunitense (Pahokee, n. 1976)
- Fred Thomas, ex giocatore di football americano statunitense (Bruce, n. 1973)
- Fred Thurston, giocatore di football americano statunitense (Altoona, n. 1933 - Milwaukee, † 2014)
- Fredd Young, ex giocatore di football americano statunitense (Dallas, n. 1961)

## Giocatori di polo(2)
- Frederick Freake, giocatore di polo inglese (Botley, n. 1876 - Moreton-in-Marsh, † 1950)
- Frederick Agnew Gill, giocatore di polo britannico (Castletown, n. 1873 - Lyndhurst, † 1938)

## Giornalisti(2)
- Frederick Thomas Dalton, giornalista, illustratore e avvocato britannico (n. 1855 - † 1927)
- Frederick Voigt, giornalista inglese (Londra, n. 1892 - Guildford, † 1957)

## Giuristi(1)
- Frederick Pollock, giurista e storico inglese (Londra, n. 1845 - Londra, † 1937)

## Golfisti(2)
- Fred Couples, golfista statunitense (Seattle, n. 1959)
- Fred Semple, golfista e tennista statunitense (St. Louis, n. 1872 - St. Louis, † 1927)

## Hockeisti su ghiaccio(5)
- Bun Cook, hockeista su ghiaccio e allenatore di hockey su ghiaccio canadese (Kingston, n. 1904 - Kingston, † 1988)
- Charlie Delahay, hockeista su ghiaccio canadese (Pembroke, n. 1905 - Muskoka, † 1973)
- Fred Hucul, hockeista su ghiaccio canadese (Tuberose, n. 1931 - † 2025)
- Nelson Pyatt, ex hockeista su ghiaccio canadese (Port Arthur, n. 1953)
- Cyclone Taylor, hockeista su ghiaccio canadese (Tara, n. 1884 - Vancouver, † 1979)

## Hockeisti su prato(2)
- Robin Lindsay, hockeista su prato britannico (Delhi, n. 1914 - † 2011)
- Frederic Seaman, hockeista su prato indiano (Prayagraj, n. 1906 - Hershey, † 2000)

## Illustratori(1)
- Frederick Dana Marsh, illustratore statunitense (n. 1872 - † 1961)

## Imprenditori(8)
- Frederick Samuel Fish, imprenditore, politico e avvocato statunitense (Newark, n. 1852 - † 1936)
- Frederick August Otto Schwarz, imprenditore tedesco (Herford, n. 1836 - Manhattan, † 1911)
- Frederick Miller, imprenditore tedesco (Riedlingen, n. 1824 - Milwaukee, † 1888)
- Henry Royce, imprenditore britannico (Alwalton, n. 1863 - West Wittering, † 1933)
- Frederick W. Tilton, imprenditore e filantropo statunitense (Portsmouth, n. 1821 - New Orleans, † 1890)
- Fred Trump, imprenditore statunitense (New York, n. 1905 - New York, † 1999)
- Frederick Trump, imprenditore tedesco (Kallstadt, n. 1869 - New York, † 1918)
- Fred Turner, imprenditore statunitense (Des Moines, Iowa, n. 1933 - Glenview, † 2013)

## Ingegneri(7)
- Frederick Eaton, ingegnere e politico statunitense (Los Angeles, n. 1856 - Los Angeles, † 1934)
- Frederick Koolhoven, ingegnere olandese (Bloemendaal, n. 1886 - Haarlem, † 1946)
- Frederick Lanchester, ingegnere britannico (Lewisham, n. 1868 - Birmingham, † 1946)
- Frederick William Meredith, ingegnere britannico
- Frederick Taylor, ingegnere e imprenditore statunitense (Germantown, n. 1856 - Filadelfia, † 1915)
- Frederick Emmons Terman, ingegnere statunitense (English, n. 1900 - Palo Alto, † 1982)
- Frederick Methvan Whyte, ingegnere olandese (n. 1865 - † 1941)

## Inventori(1)
- Sidney Cotton, inventore e fotografo australiano (n. 1894 - † 1969)

## Lessicografi(1)
- Frederick William Danker, lessicografo, grecista e biblista statunitense (Frankenmuth, n. 1920 - Saint Louis, † 2012)

## Lottatori(5)
- Frederick Beck, lottatore britannico (Saint Luke's, n. 1883 - Barnet, † 1972)
- Frederick Ferguson, lottatore statunitense (Toronto, n. 1884 - Chicago, † 1954)
- Fred Huseman, lottatore statunitense (St. Louis, n. 1876 - St. Louis, † 1940)
- Fred Koenig, lottatore statunitense (Missouri, n. 1871 - Bland, † 1950)
- Fred Warmbold, lottatore statunitense (St. Louis, n. 1875 - St. Louis, † 1926)

## Maratoneti(1)
- Frederick Lorz, maratoneta statunitense (New York, n. 1884 - New York, † 1914)

## Matematici(1)
- Frederick Gehring, matematico statunitense (Ann Arbor, n. 1925 - Ann Arbor, † 2012)

## Medici(3)
- Frederick Gowland Hopkins, medico e biochimico britannico (Eastbourne, n. 1861 - Cambridge, † 1947)
- Frederick Chapman Robbins, medico e biologo statunitense (Auburn, n. 1916 - Cleveland, † 2003)
- Frederick Treves, medico e chirurgo britannico (Dorchester, n. 1853 - Losanna, † 1923)

## Mezzofondisti(2)
- Frederick Hibbins, mezzofondista britannico (Stamford, n. 1890 - Stamford, † 1969)
- Fred Onyancha, ex mezzofondista keniota (Nyamira, n. 1969)

## Militari(11)
- Frederick Bowhill, ufficiale inglese (Morar, n. 1880 - Fulham, † 1960)
- Frederick Russell Burnham, militare, mercenario e scrittore statunitense (Mankato, n. 1861 - Santa Barbara, † 1947)
- Fred Gerard, militare statunitense (n. 1823 - † 1913)
- Frederick Grey, militare britannico (Howick, n. 1805 - Sunningdale, † 1878)
- Frederick Hitch, militare britannico (Londra, n. 1856 - Londra, † 1913)
- Frederick Lugard, I barone di Lugard, militare e esploratore britannico (Madras, n. 1858 - Dorking, † 1945)
- Frederick Mackeson, militare britannico (Hythe, n. 1807 - Peshawar, † 1853)
- Frederick Charles Maisey, militare, archeologo e pittore britannico (n. 1825 - † 1892)
- Frederick Mayer, militare e agente segreto statunitense (Friburgo in Brisgovia, n. 1921 - Charles Town, † 2016)
- Frederick Cavendish Ponsonby, militare britannico (Londra, n. 1783 - Basingstoke, † 1837)
- Frederick Shaw, militare e politico britannico (n. 1861 - † 1942)

## Mineralogisti(1)
- Frederick Augustus Genth, mineralogista e chimico tedesco (Wächtersbach, n. 1820 - Filadelfia, † 1893)

## Musicisti(2)
- Frederick Corder, musicista, compositore e musicologo britannico (Londra, n. 1852 - Londra, † 1932)
- Frederick Jacobi, musicista statunitense (San Francisco, n. 1891 - New York, † 1952)

## Naturalisti(1)
- Frederick Wollaston Hutton, naturalista e scienziato britannico (n. 1836 - † 1905)

## Navigatori(1)
- Frederick Fleet, marinaio britannico (Liverpool, n. 1887 - Southampton, † 1965)

## Neurologi(1)
- Frederick Peterson, neurologo e pittore statunitense (Faribault, n. 1859 - † 1938)

## Nobili(8)
- Frederick Calvert, VI barone Baltimore, nobile inglese (Epsom, n. 1731 - Napoli, † 1771)
- Frederick FitzClarence, nobile e ufficiale inglese (Londra, n. 1799 - Pune, † 1854)
- Frederick Ellis, VII barone Howard de Walden, nobile inglese (n. 1830 - † 1899)
- Frederick Gordon-Lennox, IX duca di Richmond, nobile, politico e pilota automobilistico britannico (Londra, n. 1904 - † 1989)
- Frederick Howard, V conte di Carlisle, nobile, politico e scrittore britannico (Castle Howard, n. 1748 - Castle Howard, † 1825)
- Frederick North, nobile e politico inglese (Londra, n. 1732 - Londra, † 1792)
- Frederick Ponsonby, III conte di Bessborough, nobile inglese (Londra, n. 1758 - Dorset, † 1844)
- Frederick Spencer, IV conte Spencer, nobile e politico inglese (Londra, n. 1798 - Brighton, † 1857)

## Nuotatori(8)
- Munroe Bourne, nuotatore canadese (Victoria, n. 1910 - Rothesay, † 1992)
- Fred Hendschel, nuotatore statunitense (Rosenheim, n. 1879 - Manhattan, † 1916)
- Frederick Holman, nuotatore britannico (Dawlish, n. 1883 - Exeter, † 1913)
- Fred Lane, nuotatore australiano (Millers Point, n. 1880 - Avalon Beach, † 1969)
- Freddie Milton, nuotatore e pallanuotista britannico (Marylebone, n. 1906 - Cirencester, † 1991)
- Fred Schmidt, ex nuotatore statunitense (Evanston, n. 1943)
- Frederick Stapleton, nuotatore e pallanuotista britannico (Basford, n. 1877 - Nottingham, † 1939)
- Fred Tyler, ex nuotatore statunitense (Winter Park, n. 1954)

## Ostacolisti(5)
- Fred Kelly, ostacolista statunitense (Beaumont, n. 1891 - Medford, † 1974)
- Frederick Moloney, ostacolista e velocista statunitense (Ottawa, n. 1882 - Chicago, † 1941)
- Fritz Pollard Jr., ostacolista statunitense (Springfield, n. 1915 - Washington, † 2003)
- Fred Schule, ostacolista statunitense (Preston, n. 1879 - Poughkeepsie, † 1962)
- Morgan Taylor, ostacolista statunitense (Sioux City, n. 1903 - Rochester, † 1975)

## Pallanuotisti(3)
- Norman Judd, pallanuotista irlandese (Dublino, n. 1904 - Dublino, † 1980)
- Fred Lauer, pallanuotista statunitense (Chicago, n. 1898 - Phoenix, † 1960)
- Fred Tisue, ex pallanuotista e nuotatore statunitense (Ames, n. 1938)

## Pattinatori artistici su ghiaccio(1)
- Freddie Tomlins, pattinatore artistico su ghiaccio britannico (Lambeth, n. 1919 - † 1943)

## Pianisti(1)
- Frederick B. Kiddle, pianista e organista inglese (Frome, n. 1874 - † 1951)

## Piloti automobilistici(6)
- Fred Gamble, pilota automobilistico statunitense (Pittsburgh, n. 1932 - Honolulu, † 2024)
- Bob Gerard, pilota automobilistico britannico (Leicester, n. 1914 - South Croxton, † 1990)
- Fred Lorenzen, pilota automobilistico statunitense (Elmhurst, n. 1934 - Elmhurst, † 2024)
- Frederick Lubin, pilota automobilistico britannico (Berkshire, n. 2004)
- Rikky von Opel, pilota di Formula 1 liechtensteinese (New York, n. 1947)
- Fred Wacker, pilota automobilistico statunitense (Chicago, n. 1918 - Lake Bluff, † 1998)

## Piloti motociclistici(1)
- Freddie Spencer, pilota motociclistico statunitense (Shreveport, n. 1961)

## Pistard(5)
- Fred Grinham, pistard statunitense (Londra, n. 1881 - Colorado Springs, † 1972)
- Frederick Hamlin, pistard britannico (Barking, n. 1881 - Surrey, † 1951)
- Frederick Keeping, pistard britannico (Pennington, n. 1867 - Lymington, † 1950)
- Frederick McCarthy, pistard canadese (n. 1881 - † 1974)
- Harry Wyld, pistard britannico (Mansfield, n. 1900 - Derby, † 1976)

## Pittori(6)
- Frederick Arthur Bridgman, pittore statunitense (Tuskegee, n. 1847 - Rouen, † 1928)
- Frederick Carl Frieseke, pittore statunitense (Owosso, n. 1874 - Le Mesnil-sur-Blangy, † 1939)
- Frederick Goodall, pittore britannico (Londra, n. 1822 - † 1904)
- Childe Hassam, pittore statunitense (Dorchester, n. 1859 - East Hampton, † 1935)
- Frederick Porter Vinton, pittore statunitense (Bangor, n. 1846 - Chicago, † 1911)
- Frederick Varley, pittore canadese (Sheffield, n. 1881 - Toronto, † 1969)

## Politici(27)
- Fred Akuffo, politico e generale ghanese (Akropong, n. 1937 - Accra, † 1979)
- Frederick Ballantyne, politico sanvincentino (Layou, n. 1936 - Villa, † 2020)
- Frederick Chiluba, politico zambiano (Ndola, n. 1943 - Lusaka, † 2011)
- Fred P. Cone, politico statunitense (Contea di Columbia, n. 1871 - Lake City, † 1948)
- Frederick B. Dent, politico statunitense (Cape May, n. 1922 - Spartanburg, † 2019)
- Frederick Douglass, politico, scrittore e editore statunitense (Contea di Talbot, n. 1818 - Washington, † 1895)
- Frederick West, politico inglese (n. 1767 - † 1852)
- Frederick Theodore Frelinghuysen, politico statunitense (Millstone, n. 1817 - Newark, † 1885)
- Frederick Guest, politico inglese (Londra, n. 1875 - † 1937)
- Frederick Hamilton-Temple-Blackwood, politico, diplomatico e scrittore britannico (Firenze, n. 1826 - Clandeboye Estate, † 1902)
- Frederick Hamilton-Temple-Blackwood, III marchese di Dufferin e Ava, politico e ufficiale inglese (Ottawa, n. 1875 - Meopham, † 1930)
- Frederick Hervey, I marchese di Bristol, politico britannico (n. 1769 - Londra, † 1859)
- Frederick Hervey, IV marchese di Bristol, politico e ammiraglio britannico (Dresda, n. 1863 - † 1951)
- Frederick Hervey, II marchese di Bristol, politico britannico (Londra, n. 1800 - Bury St Edmunds, † 1864)
- Frederick William Mackey Holliday, politico statunitense (Winchester, n. 1828 - † 1899)
- Frederick Low, politico statunitense (Winterport, n. 1828 - San Francisco, † 1894)
- Frederick Muhlenberg, politico statunitense (Trappe, n. 1750 - Lancaster, † 1801)
- Frederick Pethick-Lawrence, politico inglese (Londra, n. 1871 - Hendon, † 1961)
- Frederick Philipse, politico olandese (Bolsward, n. 1626 - † 1702)
- Frederick Pitcher, politico nauruano (n. 1967)
- Frederick John Robinson, politico britannico (Londra, n. 1782 - Londra, † 1859)
- Frederick Edward Smith, I conte di Birkenhead, politico britannico (Birkenhead, n. 1872 - Londra, † 1930)
- Frederick Stanley, XVI conte di Derby, politico britannico (Londra, n. 1841 - Holwood, † 1908)
- Fred Timakata, politico vanuatuano (Emae, n. 1937 - † 1995)
- Fred Upton, politico statunitense (St. Joseph, n. 1953)
- Frederick Moore Vinson, politico e giurista statunitense (Louisa, n. 1880 - Washington, † 1953)
- Frederick Whitaker, politico neozelandese (Bampton, n. 1812 - Auckland, † 1891)

## Poliziotti(1)
- Frederick Abberline, poliziotto britannico (Blandford Forum, n. 1843 - Bournemouth, † 1929)

## Predicatori(1)
- Frederick William Franz, predicatore statunitense (Covington, n. 1893 - New York, † 1992)

## Presbiteri(3)
- Frederick Copleston, presbitero, gesuita e storico della filosofia britannico (Taunton, n. 1907 - Londra, † 1994)
- Frederick Field, presbitero e teologo inglese (Londra, n. 1801 - † 1885)
- Frederick Octavius Pickard-Cambridge, presbitero e aracnologo inglese (Warmwell, n. 1860 - Wimbledon, † 1905)

## Produttori cinematografici(1)
- Fred Quimby, produttore cinematografico statunitense (Minneapolis, n. 1886 - Santa Monica, † 1965)

## Produttori discografici(1)
- Rick Rubin, produttore discografico statunitense (Lido Beach, n. 1963)

## Psicologi(1)
- Frederick Herzberg, psicologo statunitense (Lynn, n. 1923 - Salt Lake City, † 2000)

## Pugili(10)
- Frederick Boylstein, pugile statunitense (n. 1902 - † 1972)
- Frederick Feary, pugile statunitense (Stockton, n. 1912 - † 1994)
- Fred Gilmore, pugile statunitense (Montréal, n. 1887 - Los Angeles, † 1969)
- Freddie Gilroy, pugile irlandese (Belfast, n. 1936 - Belfast, † 2016)
- Fred Grace, pugile britannico (n. 1884 - Ilford, † 1964)
- Fred Kolberg, pugile statunitense (Anaheim, n. 1900 - Portland, † 1965)
- Frederick Parks, pugile britannico (n. 1885 - † 1945)
- Ernie Schaaf, pugile statunitense (Elizabeth, n. 1908 - New York, † 1933)
- Freddie Steele, pugile e attore statunitense (Seattle, n. 1912 - Aberdeen, † 1984)
- Freddie Welsh, pugile britannico (Pontypridd, n. 1886 - † 1927)

## Registi(8)
- Tex Avery, regista, animatore e doppiatore statunitense (Taylor, n. 1908 - Burbank, † 1980)
- Frederick de Cordova, regista e produttore televisivo statunitense (New York, n. 1910 - Woodland Hills, † 2001)
- Fred Fox, regista e attore britannico (Londra, n. 1884 - Los Angeles, † 1949)
- Fred Niblo, regista e attore statunitense (York, n. 1874 - New Orleans, † 1948)
- Fred Rains, regista e attore britannico (n. 1860 - † 1945)
- Frederick A. Thomson, regista, attore e sceneggiatore canadese (Montréal, n. 1869 - Hollywood, † 1925)
- Frederick E. O. Toye, regista, produttore televisivo e montatore statunitense (Los Angeles, n. 1967)
- Frederick Wiseman, regista, produttore cinematografico e montatore statunitense (Boston, n. 1930)

## Scacchisti(1)
- Frederick Yates, scacchista inglese (Leeds, n. 1884 - Londra, † 1932)

## Sceneggiatori(2)
- Frederick Stephani, sceneggiatore, regista e produttore cinematografico tedesco (Bonn, n. 1903 - Los Angeles, † 1962)
- Fred Wolf, sceneggiatore e regista statunitense (New York, n. 1964)

## Schermidori(1)
- Frederick Weber, schermidore statunitense (Kalamazoo, n. 1905 - Lumber Bridge, † 1994)

## Sciatori alpini(2)
- Rick Chaffee, ex sciatore alpino statunitense (Rutland, n. 1945)
- Fred Tommy, sciatore alpino canadese (Ottawa, n. 1941 - Ottawa, † 2004)

## Scrittori(10)
- Frederick Busch, scrittore statunitense (Brooklyn, n. 1941 - New York, † 2006)
- Frederick Forsyth, scrittore e giornalista britannico (Ashford, n. 1938 - Jordans, † 2025)
- Frederick T. Haneman, scrittore statunitense (n. 1862 - † 1950)
- Frederick Marryat, romanziere inglese (Londra, n. 1792 - Langham, † 1848)
- Frederick Oakeley, scrittore e presbitero inglese (Shrewsbury, n. 1802 - † 1880)
- Frederick Rolfe, scrittore e fotografo inglese (Londra, n. 1860 - Venezia, † 1913)
- Frederick Schwatka, scrittore e militare statunitense (Galena, n. 1849 - Portland, † 1892)
- Malcolm Skey, scrittore, critico letterario e traduttore britannico (West Coker, n. 1944 - Torino, † 1998)
- Frédérick Tristan, scrittore francese (Sedan, n. 1931 - Dreux, † 2022)
- Frederick Merrick White, scrittore inglese (n. 1859 - † 1935)

## Scultori(1)
- Frederick Ruckstull, scultore e critico d'arte statunitense (Breitenbach-Haut-Rhin, n. 1853 - New York, † 1942)

## Sollevatori(1)
- Frederick Winters, sollevatore statunitense (n. 1873 - Brooklyn, † 1915)

## Storici(3)
- Frederick Cooper, storico e africanista statunitense (New York, n. 1947)
- Frederick William Deakin, storico e militare britannico (Londra, n. 1913 - Le Castellet, † 2005)
- Frederick Jackson Turner, storico statunitense (Portage, n. 1861 - San Marino, † 1932)

## Storici dell'arte(2)
- Frederick Antal, storico dell'arte ungherese (Budapest, n. 1887 - Londra, † 1954)
- Frederick Mason Perkins, storico dell'arte, critico d'arte e collezionista d'arte statunitense (Plymouth, n. 1874 - Assisi, † 1955)

## Supercentenari(1)
- Fred Hale, supercentenario statunitense (New Sharon, n. 1890 - Syracuse, † 2004)

## Tastieristi(1)
- Fred Mandel, tastierista canadese (Estevan, n. 1953)

## Tennisti(7)
- Fred Alexander, tennista statunitense (Sea Bright, n. 1880 - Beverly Hills, † 1969)
- Rollin Feitshans, tennista statunitense (Illinois, n. 1881 - Los Angeles, † 1952)
- Frederick Hovey, tennista statunitense (Newton Centre, n. 1868 - Miami, † 1945)
- Fred McNair, ex tennista statunitense (Washington, n. 1950)
- Fred Perry, tennista, tennistavolista e imprenditore britannico (Stockport, n. 1909 - Melbourne, † 1995)
- Ted Schroeder, tennista statunitense (Newark, n. 1921 - La Jolla, † 2006)
- Fred Stolle, tennista australiano (Hornsby, n. 1938 - Palm Desert, † 2025)

## Tenori(1)
- Frederick Jagel, tenore statunitense (Brooklyn, n. 1897 - San Francisco, † 1982)

## Teologi(1)
- Frederick William Faber, teologo, scrittore e religioso britannico (Calverley, n. 1814 - Londra, † 1863)

## Tiratori a segno(2)
- Frederick Etchen, tiratore a segno statunitense (Coffeyville, n. 1884 - Phoenix, † 1961)
- Frederick Hird, tiratore a segno statunitense (n. 1879 - Des Moines, † 1952)

## Tiratori di fune(4)
- Frederick Goodfellow, tiratore di fune britannico (Cambridge, n. 1874 - Croydon, † 1960)
- Fred Holmes, tiratore di fune britannico (Cosford, n. 1886 - Smithfield, † 1944)
- Frederick Humphreys, tiratore di fune e lottatore britannico (Londra, n. 1878 - Brentford, † 1954)
- Frederick Merriman, tiratore di fune britannico (Chipping Campden, n. 1873 - Gloucester, † 1940)

## Triplisti(1)
- Fred Engelhardt, triplista e lunghista statunitense (New York, n. 1879 - New York, † 1942)

## Trombettisti(1)
- Freddie Hubbard, trombettista statunitense (Indianapolis, n. 1938 - Sherman Oaks, † 2008)

## Velocisti(5)
- Fred Alderman, velocista statunitense (East Lansing, n. 1905 - Social Circle, † 1998)
- Frederick Heckwolf, velocista statunitense (St. Louis, n. 1879 - St. Louis, † 1924)
- Carl Lewis, ex velocista e lunghista statunitense (Birmingham, n. 1961)
- Fred Newhouse, velocista statunitense (Honey Grove, n. 1948 - Houston, † 2025)
- Freddie Wolff, velocista britannico (Hong Kong, n. 1910 - Marylebone, † 1988)

## Vescovi anglicani(1)
- Frederick Hervey, IV conte di Bristol, vescovo anglicano e nobile britannico (Suffolk, n. 1730 - Albano Laziale, † 1803)

## Wrestler(4)
- Freddie Blassie, wrestler statunitense (Saint Louis, n. 1918 - Hartsdale, † 2003)
- Marty Jannetty, ex wrestler statunitense (Columbus, n. 1960)
- Fred Rosser, wrestler statunitense (Union City, n. 1983)
- Brickhouse Brown, wrestler statunitense (Wilmington, n. 1960 - Jackson, † 2018)

## Zoologi(2)
- Frederick Nutter Chasen, zoologo britannico (Suffolk, n. 1896 - Singapore, † 1942)
- Frederick William Frohawk, zoologo inglese (n. 1861 - † 1946)

## Senza attività specificata(1)
- Frederick Barrett, marittimo britannico (Liverpool, n. 1883 - Liverpool, † 1931)